# Vuelta a Asturias 2005
La Vuelta a Asturias 2005, quarantanovesima edizione della corsa, si svolse dal 17 al 21 giugno su un percorso di 838 km ripartiti in 5 tappe, con partenza e arrivo a Oviedo. Fu vinta dallo spagnolo Adolfo Garcia Quesada della Comunidad Valenciana davanti al suo connazionale Samuel Sánchez e all'italiano Giampaolo Cheula.

## Tappe
| Tappa  | Data      | Percorso                  | km    | Vincitore di tappa           | Leader cl. generale   |
| ------ | --------- | ------------------------- | ----- | ---------------------------- | --------------------- |
| 1ª     | 17 giugno | Oviedo > Llanes           | 159   | Dmitrij Konyšev              | Dmitrij Konyšev       |
| 2ª     | 18 giugno | Llanes > Avilés           | 163,3 | Andoni Aranaga Azkune        | Dmitrij Konyšev       |
| 3ª     | 19 giugno | Toscaf > El Acebo         | 180,2 | Xavier Tondo Volpini         | Eladio Jiménez        |
| 4ª     | 20 giugno | Cangas del Narcea > Gijón | 186   | Dionisio Galparsoro Martinez | Eladio Jiménez        |
| 5ª     | 21 giugno | Gijón > Oviedo            | 150   | Mikhaylo Khalilov            | Adolfo Garcia Quesada |
| Totale | Totale    | Totale                    | 838   |                              |                       |

## Dettagli delle tappe

### 1ª tappa
- 17 giugno: Oviedo > Llanes – 159 km

| Pos. | Corridore       | Squadra    | Tempo    |
| ---- | --------------- | ---------- | -------- |
| 1    | Dmitrij Konyšev | LPR        | 3h28'59" |
| 2    | Samuel Sánchez  | Euskaltel  | s.t.     |
| 3    | Igor Astarloa   | Barloworld | s.t.     |

| Pos. | Corridore       | Squadra    | Tempo    |
| ---- | --------------- | ---------- | -------- |
| 1    | Dmitrij Konyšev | LPR        | 3h28'49" |
| 2    | Samuel Sánchez  | Euskaltel  | a 4"     |
| 3    | Igor Astarloa   | Barloworld | a 6"     |

### 2ª tappa
- 18 giugno: Llanes > Avilés – 163,3 km

| Pos. | Corridore             | Squadra    | Tempo    |
| ---- | --------------------- | ---------- | -------- |
| 1    | Andoni Aranaga Azkune | Kaiku      | 4h05'46" |
| 2    | Igor Astarloa         | Barloworld | s.t.     |
| 3    | Dmitrij Konyšev       | LPR        | s.t.     |

| Pos. | Corridore       | Squadra    | Tempo    |
| ---- | --------------- | ---------- | -------- |
| 1    | Dmitrij Konyšev | LPR        | 7h34'31" |
| 2    | Igor Astarloa   | Barloworld | a 4"     |
| 3    | Samuel Sánchez  | Euskaltel  | a 8"     |

### 3ª tappa
- 19 giugno: Toscaf > El Acebo – 180,2 km

| Pos. | Corridore            | Squadra         | Tempo    |
| ---- | -------------------- | --------------- | -------- |
| 1    | Xavier Tondo Volpini | Catalunya       | 5h04'32" |
| 2    | Eladio Jiménez       | Com. Valenciana | s.t.     |
| 3    | Francisco Pérez      | Illes Balears   | a 4"     |

| Pos. | Corridore            | Squadra           | Tempo    |
| ---- | -------------------- | ----------------- | -------- |
| 1    | Eladio Jiménez       | Com. Valenciana   | 5h04'32" |
| 2    | Moisés Dueñas Nevado | Relax Fuenlabrada | s.t.     |
| 3    | Xavier Tondo Volpini | Catalunya         | a 4"     |

### 4ª tappa
- 20 giugno: Cangas del Narcea > Gijón – 186 km

| Pos. | Corridore                    | Squadra    | Tempo    |
| ---- | ---------------------------- | ---------- | -------- |
| 1    | Dionisio Galparsoro Martinez | Kaiku      | 4h39'36" |
| 2    | Francisco José Lara Ruiz     | T-Mobile   | a 5"     |
| 3    | Félix Cárdenas               | Barloworld | s.t.     |

| Pos. | Corridore            | Squadra           | Tempo     |
| ---- | -------------------- | ----------------- | --------- |
| 1    | Eladio Jiménez       | Com. Valenciana   | 17h18'56" |
| 2    | Samuel Sánchez       | Euskaltel         | a 22"     |
| 3    | Moisés Dueñas Nevado | Relax Fuenlabrada | s.t.      |

### 5ª tappa
- 21 giugno: Gijón > Oviedo – 150 km

| Pos. | Corridore              | Squadra    | Tempo    |
| ---- | ---------------------- | ---------- | -------- |
| 1    | Mikhaylo Khalilov      | LPR        | 3h52'57" |
| 2    | Fernando Torres Martin | Spiuk      | a 2"     |
| 3    | Giampaolo Cheula       | Barloworld | a 5"     |

| Pos. | Corridore             | Squadra         | Tempo     |
| ---- | --------------------- | --------------- | --------- |
| 1    | Adolfo Garcia Quesada | Com. Valenciana | 21h13'04" |
| 2    | Samuel Sánchez        | Euskaltel       | a 1'28"   |
| 3    | Giampaolo Cheula      | Barloworld      | a 1'34"   |

## Classifiche finali

### Classifica generale
| Pos. | Corridore                 | Squadra                          | Tempo     |
| ---- | ------------------------- | -------------------------------- | --------- |
| 1    | Adolfo Garcia Quesada     | Comunidad Valenciana             | 21h13'04" |
| 2    | Samuel Sánchez            | Euskaltel-Euskadi                | a 1'28"   |
| 3    | Giampaolo Cheula          | Team Barloworld-Valsir           | a 1'34"   |
| 4    | Jose Miguel Elias Galindo | Relax Fuenlabrada                | a 1'52"   |
| 5    | Bruno Pires               | Milaneza Maia                    | a 2'52"   |
| 6    | Moisés Dueñas Nevado      | Relax Fuenlabrada                | s.t.      |
| 7    | Luis Pasamontes Rodriguez | Relax Fuenlabrada                | a 3'09"   |
| 8    | Giuseppe Di Grande        | Team Universal Caffe'-Styloffice | a 3'53"   |
| 9    | Angel Castresana del Val  | MrBookmaker-Sports Tech          | a 4'38"   |
| 10   | Jorge Ferrio Luque        | Spiuk                            | a 4'50"   |